# Stuart Rosenberg
Stuart Rosenberg (11 de agosto de 1927 - 15 de marzo de 2007) fue un director de cine estadounidense de cine y televisión, cuyas obras más notables incluyen La leyenda del indomable, Brubaker o Terror en Amityville. 

## Biografía

### Primeros años y carrera
Nacido en Brooklyn, Nueva York, Rosenberg estudió literatura irlandesa en el New York University de Manhattan, y comenzó a trabajar como ayudante de dirección mientras acababa los estudios. Posteriormente también trabajó como montador hasta que finalmente en 1957 tuvo la oportunidad de debutar como director rodando un capítulo de la serie Decoy, protagonizado por Beverly Garland. 
Entre 1958-1963 dirigiría 15 episodios para la ABC de la serie policíaca Naked City. En 1960, Rosenberg dirigiría su primer film El sindicato del crimen (1960), protagonizado por Peter Falk, pero una huelga del sindicato de a actores y el de guionistas le obligó a dejar el filme y ser sustituido por su productor Burt Balaban. Rosenberg volvió a la televisión dirigiendo 15 episodios de Los intocables, ocho de la antología Bob Hope Presents the Chrysler Theatre, cinco de Alfred Hitchcock Presents, y tres de The Twilight Zone, entre otros. Ganó en 1963 el premio Emmy por su dirección de The Madman, uno de los 19 episodios del drama judicial The Defenders.

### Carrera en el cine
Entre 1963 y 1966, Rosenberg seguiría realizando telefilmes como Question 7 (1961), Memorandum for a Spy (1966) o Fame Is the Name of the Game (1966). Hasta que en 1967, el director daría el salto a la fama mundial con la realización de La leyenda del indomable con Paul Newman en el papel protagonista. Rosenberg adaptaría la novela de Donn Pearce para dirigirla con la productora de Jack Lemmon, Jalem. 
Esta película fue un éxito de crítica y público. Después de La leyenda del indomable llegarían otros films como Locos de abril (1969), el debut americano de la actriz francesa Catherine Deneuve, las nuevas colaboraciones con Newman Un hombre de hoy (1970), Con el agua al cuello (1975) o el thriller policíaco con Walter Matthau como protagonista San Francisco, ciudad desnuda (1973). 
En 1974 Rosenberg rodó El viaje de los malditos, filme sobre un barco de refugiados judíos durante el nazismo, con un reparto cuajado de estrellas: Oskar Werner, Lee Grant, Max von Sydow, Faye Dunaway, Orson Welles, Malcolm McDowell, James Mason, Fernando Rey... 
A principios de los 80, Rosenberg volvería a triunfar con otro thriller carcelario con Brubaker (1980) con Robert Redford de protagonista. Los tres últimos trabajos de Rosenberg serían Sed de poder (1984),  Let's Get Harry (1986), donde el director utilizaría el seudónimo Alan Smithee y el drama independiente My Heroes Have Always Been Cowboys (1991).
A partir de 1993, Rosenberg se convertiría en profesor del American Film Institute. Alumnos suyos han sido Darren Aronofsky, Todd Field, Mark Waters, Scott Silver, Doug Ellin y Rob Schmidt. 
Rosenberg moriría de un ataque al corazón en su casa de Beverly Hills.

## Filmografía
- El sindicato del crimen (1960) (Murder, Inc.), codirigida por  Burt Balaban.
- La leyenda del indomable (1967) (Cool Hand Luke).
- Locos de abril (1969) (The April Fools).
- Un hombre de hoy (1970) (WUSA).
- Los indeseables (1972) (Pocket Money).
- San Francisco, ciudad desnuda (1973) (The Laughing Policeman)
- Con el agua al cuello (1975) (The Drowning Pool)
- El viaje de los malditos (1976) (Voyage of the Damned).
- Amor y balas (1979) (Love and Bullets).
- Terror en Amityville (1979) (The Amityville Horror).
- Brubaker (1980).
- Sed de poder (1984) (The Pope of Greenwich Village).
- Let's Get Harry (1986).
- My Heroes Have Always Been Cowboys (1991).

## Premios y distrinciones
Festival Internacional de Cine de Berlín
| Año  | Categoría                                | Película   | Resultado |
| ---- | ---------------------------------------- | ---------- | --------- |
| 1961 | Premio OCIC                              | Question 7 | Ganador   |
| 1961 | Mejor largometraje adecuado para jóvenes | Question 7 | Ganador   |